# Dmitri Tcherniakov
Dmitri Feliksovitch Tcherniakov — en russe : Дмитрий Феликсович Черняков — , né le 11 mai 1970 à Moscou, est un metteur en scène d'opéra et de théâtre russe qui travaille avec toutes les grandes scènes lyriques internationales et la plupart des grands festivals. 
Connu d'abord pour ses mises en scène d'œuvres russes qu'il a contribué à populariser dans le reste du monde, Dmitri Tcherniakov créé une atmosphère de huis-clos qui lui est propre, assurant la scénographie, les décors et les costumes de ses propres productions. Malgré les multiples controverses entourant ses choix artistiques, Dmitri Tcherniakov rencontre régulièrement d'importants succès.

## Biographie

### Du théâtre à l'opéra
Dans un entretien accordé à Forum Opera en 2016, Dmitri Tcherniakov revient sur les raisons de son attirance pour l'opéra en ces termes « J’avais douze ans quand pour la première fois je suis allé de façon consciente à l’opéra.(...) Je me suis retrouvé par hasard spectateur d’un opéra (...) Un mois et demi plus tard, j’ai décidé de m’y rendre à nouveau, seul. Trois jours plus tard j’y suis revenu encore une fois. Et encore. Pendant des années, j’y suis allé presque tous les jours. Je n’exagère pas. C’était ainsi (...). Ce premier opéra que j’étais allé voir en 1983 au Bolchoï, et qui était en tournée au Théâtre Mariinski, c’était Eugène Onéguine. »
À l'issue de ses études à l'Académie russe des arts du théâtre, il obtient en 1993 le diplôme de metteur en scène et commence pourtant sa carrière par le théâtre, au Théâtre d'art dramatique russe de Lituanie, à Vilnius. Mais de son propre aveu, il réalise bientôt que c'est l'opéra son vrai domaine : « Après des années de travail au théâtre dramatique, quand on m’a proposé par hasard de mettre en scène un opéra, là, dans les premiers temps, j’ai senti un déclic. Tout était enfin réuni, la boucle était bouclée : mes premières passions, mon métier, ma nature. J’ai retrouvé un sentiment d’harmonie et je me sentais à ma place. »

### Metteur en scène d'opéras
Dmitri Tcherniakov a mis en scène de très nombreuses œuvres et visité de nombreux répertoires différents des XIXe et XXe siècles, avec une prédilection pour les compositeurs russes, Tchaikovski, Rimsky-Korsakov, Chostakovitch, Prokofiev, Borodine, Stravinsky, mais abordant également les répertoires allemands, italiens et français.
Il crée sa première mise en scène lyrique en 1998 à Novossibirsk avec une création, celle du Jeune David (Молодой Давид) de Vladimir Kobekine, pour laquelle la presse salue le travail du jeune metteur en scène en ces termes : « En plus des effets scéniques, Tcherniakov montre également un excellent travail avec les acteurs, les figurants et une capacité de parler avec le public dans un langage théâtral moderne ». Sa célébrité en Russie vient avec la mise en scène de La Légende de la ville invisible de Kitège et de la demoiselle Fevronia de Rimski-Korsakov qu'il monte 2001 au Mariinsky de Saint-Pétersbourg, là où l'opéra avait été joué pour la première fois en 1907. Il reprend d'ailleurs sa scénographie pour une coproduction de l'Amsterdam Music Theater (2012), la Scala de Milan et le Liceu de Barcelone (2014). L'une des représentations d'Amsterdam donne lieu à une captation publié en DVD chez Opus Arte.
Après son succès au Mariinsky en 2001, sa carrière se développe rapidement en Russie avec notamment les mises en scène remarquées de The Rake's Progress (2002) de Stravinsky, Eugène Onegine de Tchaikovski, Wozzeck de Berg, puis deux œuvres lyriques de Glinka Rouslan et Ludmila (2011) au  Théâtre Bolchoi de Moscou et Une vie pour le tsar de (2004), avant son premier Wagner, Tristan und Isolde (2005), au Théâtre Mariinsky de Saint-Pétersbourg, mais aussi Aida de Verdi à l'opéra de Novossibirsk (2004).
Rouslan et Ludmilla, donné pour la réouverture du Théâtre du Bolchoi en 2011, donne lieu à la publication d'un DVD par le label Bel Air en 2017, le travail de Tcherniakov étant ainsi salué « D’une grande sensibilité, la mise en scène de Dmitri Tcherniakov adapte le conte de fée à notre réalité contemporaine, mais avec toujours beaucoup d’intelligence et d’adéquation. ».
Les mises en scène de Tcherniakov sont rapidement remarquées en Europe, notamment en Allemagne, avec Boris Godounov de Moussorgski à Berlin (2005), Lady Macbeth de Mzensk de Chostakovitch au Deutsche Oper am Rhein (2008), où il est souligné « un travail de bout en bout professionnel, surtout dans la caractérisation des personnages et dans la direction des acteurs », La Khovanchtchina de Moussorgski au Bayerische Staatsoper (2007), puis le Joueur de Prokofiev, en 2008, à l'opéra de Berlin
Il se fait connaitre en France avec Eugène Onéguine, à l'opéra Garnier en 2008, invité par Gerard Mortier alors directeur de l'Opéra de Paris. Les caractéristiques de cette mise en scène sont à nouveau soulignées, comme une marque de fabrique de Dimitri Tcherniakov « Drame de la solitude et de la frustration des corps et des âmes, cette adaptation a lieu en vase clos, dans l’univers ouaté d’un salon bourgeois ». Gerard Mortier lui confie également une nouvelle mise en scène de Macbeth de Verdi, plus controversée et qualifiée de « transposition hasardeuse, charcutant allègrement la partition. », critique qui sera souvent formulée à l'encontre des audaces du metteur en scène russe, même si les points de vue s'accordent rarement à son propos puisque Forumopera a vu dans ce Macbeth « une conception totalement renouvelée de l’oeuvre qui utilise la nouvelle technologie, transpose le drame, ses enjeux et ses personnages dans un lieu et à une époque indéterminés, avec originalité et modernité ».
Au fil des années, les controverses se poursuivent et s'amplifient avec les mises en scène de Don Giovanni de Mozart en 2010 au Festival d'Aix-en Provence, qui « qui revisite de fond en comble Don Giovanni. » et qui sera reprise par le festival, en 2013, avec quelques changements dans la mise en scène, Dialogues des carmélites de Poulenc, en 2011, à Munich où il modifie le dernier tableau de l'oeuvre et créée un scandale qui se terminera d'ailleurs par un procès intenté par les descendants de la famille Bernanos qui contestent la mise en scène et tentent d'interdire la sortie d'un DVD, mais échouent finalement dans leur entreprise.
Il poursuit également son travail sur les opéras de Verdi, avec Il Trovatore en 2012 à la Monnaie de Bruxelles, Simon Boccanegra en 2012 à l'ENO, repris l'année suivante à Munich, sur les oeuvres françaises avec Pelléas et Mélisande de Claude Debussy en 2016 à l'Opéra de Zurich, le très controversé Carmen de Bizet à Aix-en-Provence en 2017, puis le grand opus des Troyens de Berlioz en 2019 à l'Opéra de Paris, auquel, outre la mise en scène transposée, il lui est reproché d'avoir coupé des parties importantes de la partition .
Il poursuit également son exploration des oeuvres de Wagner, avec successivement Parsifal en 2015 au Staatsoper de Berlin (alors hébergé par le Schiller Theater), Tristan und Isolde au Staatsoper de Berlin en 2018, tous deux sous la direction de Daniel Barenboim, Der fliegende Holländer au festival de Bayreuth à partir de l'été 2022 pour cinq années de suite et le Ring, cycle complet donné au Staatsoper de Berlin en 2022 qui aurait dû être dirigé par Daniel Barenboim, et le sera par Christian Thielemann.
C'est cependant dans l'opéra russe qu'il est le plus prolifique et fait ses débuts au Metropolitan Opera de New York avec un spectaculaire Prince Igor de Borodine en 2013 , La Fiancée du tsar de Rimski-Korsakov, toujours en 2013, mais au Staatsoper de Berlin, dans les deux cas avec la jeune mezzo-soprano Anita Rachvelichvili, ou encore cette association originale de deux oeuvres de Tchaïkovski, l'opéra Iolanta et le ballet Casse-noisette à l'Opéra Garnier au printemps 2016, avec sortie d'un DVD en 2018, également salué comme « Ré-inventant constamment l’espace de jeu, elle est une des plus spectaculaires du grand metteur en scène russe ». Toujours à l'opéra de Paris, il fait découvrir La Fille de neige (Snégourotchka) de Rimski-Korsakov en 2017. Parmi les oeuvres rares hors Russie, il offre également Le Conte du tsar Saltan au théâtre royal de la Monnaie de Bruxelles en 2019 et Les Fiançailles au couvent de Prokofiev à Berlin en 2020. Il fait son retour au théâtre du Bolchoï à Moscou, en 2020, en reprenant sa mise en scène de 2008, de Sadko de Rimski-Korsakov qui sort en DVD en 2021. En 2023, il se lance dans la mise en scène de Guerre et Paix de Prokofiev, à l'Opéra de Munich, sous la direction de Vladimir Iourovski, avec Arsen Soghomonyan et Olga Kulchynska, où sa réussite est saluée.
Il se produit également durant l'été 2023, au Festival d'Aix-en-Provence avec un Così fan tutte de Mozart transposé entre protagonistes d'âge mûr se livrant à des jeux échangistes, ce qui soulève à nouveau la polémique et que Le Monde juge « brillant et subversif ».
En septembre 2023, c'est à la Ruhrtriennale de Bochum que Dmitri Tcherniakov met en scène De la maison des morts le drame lyrique de Leoš Janáček dans la Jahrhunderthalle (Halle du Centenaire de Wrocław) que décrit ainsi l'article de ResMusica : « un ancien bâtiment industriel devenu une vaste salle modulable ». Dans cet espace « Le metteur en scène Dmitri Tcherniakov ne se prive pas d’exploiter à fond cette modularité : pas de coupure entre salle et scène, pas de places assises, pas de décor, mais une vaste structure métallique encadrant ce qu’on nous présente comme la cour de la prison ».

## Liste des mises en scène et vidéographie
La plupart des mises en scène de Dmitri Tcherniakov ont fait l'objet de captation vidéo et de sorties DVD sous le label Bel-Air.

### Opéra
- 1998 : Молодой Давид (Le Jeune David) (chef d'orchestre : Alexeï Lyudmiline), de Vladimir Kobekin, en création au Théâtre d'opéra et de ballet de Novossibirsk
- 2001 : Сказание о невидимом граде Китеже и деве Февронии (La Légende de la ville invisible de Kitège et de la demoiselle Fevronia) (chef d'orchestre : Valeri Guerguiev), de Nikolaï Rimski-Korsakov, au Théâtre Mariinsky de Saint-Pétersbourg puis en coproduction, DVD Opus Arte.
- 2003-2004 : Похождения повесы (The Rake's Progress) (chef d'orchestre : Aleksander Titov), d'Igor Stravinsky, au Théâtre Bolchoï, à Moscou
- 2004 : Жизнь за царя (Une vie pour le tsar), de Mikhaïl Glinka, au Théâtre Mariinsky de Saint-Pétersbourg
- 2005 : Tristan und Isolde, de Richard Wagner, au Théâtre Mariinsky de Saint-Pétersbourg, dans le cadre du Festival des nuits blanches[41]
- 2004 : Aida (chef d'orchestre : Teodor Currentzis), de Giuseppe Verdi, au Théâtre d'opéra et de ballet de Novossibirsk
- 2005-2006 : Boris Godounov (chef d'orchestre : Daniel Barenboim), de Modeste Moussorgski, au Staatsoper Unter den Linden à Berlin
- 2007 : Хованщина (La Khovanchtchina) (chef d'orchestre : Kent Nagano), de Modeste Moussorgski, au Nationaltheater München, à Munich
- 2008 : Евгений Онегин (Eugène Onéguine), de Piotr Ilitch Tchaïkovski, au Théâtre Bolchoï, à Moscou (Disponible en DVD)
- 2008 : Игрок (Le Joueur) (chef d'orchestre : Daniel Barenboim), de Sergueï Prokofiev, au Staatsoper Unter den Linden, à Berlin et à La Scala de Milan
- 2008 : Леди Макбет Мценского уезда (Lady Macbeth du district de Mtsensk) (chef d'orchestre : John Fiore), de Dmitri Chostakovitch, au Deutsche Oper am Rhein, à Düsseldorf, et à l'Opéra national de Lyon.
- 2008-2009 : Macbeth (chef d'orchestre : Teodor Currentzis), de Giuseppe Verdi, au Théâtre d'opéra et de ballet de Novossibirsk puis à l'Opéra Bastille à Paris (Disponible en DVD)
- 2009-2010 : Don Giovanni (chef d'orchestre : Teodor Currentzis), de Wolfgang Amadeus Mozart, au Théâtre Bolchoï, à Moscou puis au Festival d'Aix-en-Provence (disponible en DVD)
- 2010 : Dialogues des carmélites (chef d'orchestre : Bertrand de Billy), de Francis Poulenc et Georges Bernanos, à la Bayerische Staatsoper de Munich
- 2012 : Сказание о невидимом граде Китеже и деве Февронии (La Légende de la ville invisible de Kitège et de la demoiselle Fevronia), de Nikolaï Rimski-Korsakov, au Nederlandse Opera, à Amsterdam
- 2012: Il trovatore (chef d'orchestre: Marc Minkowski) de Giuseppe Verdi, au Théâtre de la Monnaie (Disponible en DVD)
- 2012 : Anna Bolena, de Gaetano Donizetti, au Wiener Staatsoper, à Vienne
- 2013 : Don Giovanni, de Wolfgang Amadeus Mozart, au Festival d'Aix-en-Provence (reprise)
- 2013-2014 : La traviata (chef d'orchestre : Daniele Gatti), de Giuseppe Verdi, à La Scala de Milan (du 7 décembre 2013 au 3 janvier 2014)
- 2014 : La Fiancée du tsar Царская невеста (chef d'orchestre : Daniel Barenboim), de Nikolaï Rimski-Korsakov, à La Scala de Milan (du 2 au 14 mars 2014)
- 2015: Parsifal (chef d'orchestre: Daniel Barenboim) de Richard Wagner, à la Staatsoper Unter den Linden (disponible en DVD)
- 2016: Iolanta (chef d'orchestre: Alain Altinoglu) de Piotr Ilitch Tchaïkovski, à l'Opéra national de Paris (du 9 mars au 1er avril 2016)
- 2016: Pelléas et Mélisande (chef d'orchestre: Alain Altinoglu) de Claude Debussy, à l'opéra de Zurich
- 2016: Le Château de Barbe-Bleue de Béla Bartók et Senza Sangue de Péter Eötvös, à l'Opéra d'État de Hambourg
- 2017: Snégourotchka (La Fille de neige) (chef d'orchestre: Mikhaïl Tatarnikov) de Nikolaï Rimski-Korsakov à l'Opéra national de Paris
- 2017: Carmen (chef d'orchestre: Pablo Heras-Casado) de Georges Bizet au Festival d'Aix-en-Provence
- 2018 : Tristan und Isolde - Staatskapelle Berlin, direction : Daniel Barenboim au Staatsoper de Berlin, avec Andreas Schager, ténor (Tristan) ; Stephen Milling, basse (le roi Marke) ; Anja Kampe, soprano (Isolde) ; Boaz Daniel, baryton (Kurwenal) - DVD
- 2019 : Le Conte du tsar Saltan (chef d'orchestre: Alain Altinoglu) de Nikolaï Rimski-Korsakov au Théâtre de la Monnaie. DVD
- 2021 : Der Fliegende Hollander de Wagner - festival de Bayreuth (reprises en 2022 et 2023) -  Chœur du festival et Orchestre du festival de Bayreuth, direction : Oksana Lyniv
- 2023 : Guerre et Paix de Prokofiev, Opéra de Munich, direction Vladimir Jurowski
- 2023 : Cosi Fan Tutte de Mozart, Festival d'Aix-en-Provence, direction musicale Thomas Hengelbrock

### Ballet
- 2016 : Casse-noisette, Opéra Garnier, Paris. Il confie la chorégraphie à Athur Pita, Edouard Lock ainsi qu’à Sidi Larbi Cherkaoui. Chef d’orchestre : Alain Altinoglu[42] (du 9 mars au 1er avril 2016[43]) DVD

## Récompenses
- 2002 : Masque d'or de la meilleure mise en scène (лучшая работа режиссера), dans la catégorie Opéra[44], pour La Légende de la ville invisible de Kitège et de la demoiselle Fevronia, de Nikolaï Rimski-Korsakov, au Théâtre Mariinsky de Saint-Pétersbourg
- 2004 : Masque d'or de la meilleure mise en scène, dans la catégorie Opéra[45], pour Похождения повесы (The Rake's Progress), d'Igor Stravinsky, au Théâtre Bolchoï, à Moscou
- 2005 : Masque d'or de la meilleure mise en scène, dans la catégorie Opéra[46], pour Aida, de Giuseppe Verdi, au Théâtre d'opéra et de ballet de Novossibirsk
- 2008 : Masque d'or de la meilleure mise en scène, dans la catégorie Opéra[47], pour Евгений Онегин (Eugène Onéguine), de Piotr Ilitch Tchaïkovski, au Théâtre Bolchoï, à Moscou
- 2011 : Masque d'or de la meilleure mise en scène, dans la catégorie Opéra[48], Wozzeck, d'Alban Berg, au Théâtre Bolchoï, à Moscou
- 2013 : lauréat de deux International Opera Awards[49],[50], dans la catégorie Metteur en scène (conductor), et dans la catégorie Nouvelle production (new production), ce dernier prix récompensant le travail effectué au Nederlandse Opera, à Amsterdam, pour La Légende de la ville invisible de Kitège et de la demoiselle Fevronia, de Nikolaï Rimski-Korsakov